# 吳福 (成化進士)
吳福（1448年—？），字吉甫，浙江金華府義烏縣人，民籍，明朝政治人物。進士出身。

## 生平
早年出身縣學生，浙江鄉試第四十七名。成化十一年（1475年）乙未科會試第一百九十八名，殿試登進士第三甲第五十三名。

## 家族
曾祖父吳德茂。祖父吳大用，曾任知縣。父亲吳碔。